# Barbara Sukowa
Barbara Sukowa, talvolta reso come Sukova (Brema, 2 febbraio 1950), è un'attrice e cantante tedesca; fra i riconoscimenti ottenuti in carriera figura il premio per la miglior interpretazione femminile ottenuto al Festival di Cannes 1986 per la sua interpretazione nel film Rosa L. di Margarethe von Trotta.

## Biografia
Nata a Brema da una famiglia di origine russa, Sukowa ha raggiunto il successo nel 1980 interpretando per la televisione la miniserie televisiva di quindici episodi da trenta minuti ciascuno Berlin Alexanderplatz - tratto dal romanzo omonimo di Alfred Döblin Berlin Alexanderplatz - capolavoro del regista Rainer Werner Fassbinder. È nota anche per il ruolo base ricoperto nel film drammatico Lola, del 1981. È stata poi diretta da Michael Cimino nel film del 1987 Il siciliano, tratto dall'omonimo romanzo di Mario Puzo - Il siciliano - centrato sulla figura di Salvatore Giuliano.
Sposata dal 1994 al 2018 con l'artista e regista Robert Longo, che l'ha diretta nel 1995 in Johnny Mnemonic, Sukowa ha avuto in carriera anche esperienze come cantante. Ha due figli nati rispettivamente dal precedente matrimonio con Hans-Michael Rehberg e dalla relazione con l'attore polacco Daniel Olbrychski. Ha fatto parte della giuria al Festival di Cannes del 2000. Attualmente vive a Brooklyn con la sua famiglia.

### Carriera teatrale e cinematografica
Dopo aver studiato recitazione al Max Reinhardt Seminar l'attrice tedesca ha debuttato in teatro nel 1971 a Berlino in una produzione di Peter Handke, Der Ritt über den Bodensee. Nello stesso anno Günter Beelitz la invitò ad unirsi alla compagnia del Teatro Nazionale Darmstadt.
Dopo di allora ha lavorato in teatro a Francoforte sul Meno e ad Amburgo, in collaborazione con registi come Luc Bondy e Ivan Nagel. È stata Marion nel dramma di Georg Büchner La morte di Danton ed Helena in Sogno di una notte di mezza estate. Ha poi portato sui palcoscenici di tutta Europa Rosalind de Come vi piace e Desdemona in Otello. Di Henrik Ibsen ha poi interpretato The Master Builder (Il costruttore Solness), mentre in lingua inglese ha lavorato nella produzione de Il giardino dei ciliegi di Anton Čechov (Princeton, New Jersey, 2000).
Contestualmente all'attività in teatro, Sukowa ha iniziato poi a lavorare nel cinema per la corrente del cosiddetto nuovo cinema tedesco, diventando una delle attrici di Rainer Werner Fassbinder e Margarethe von Trotta: la sua interpretazione nel film della regista Marianne and Juliane (Die bleierne Zeit, del 1981) le ha fatto meritare una menzione alla Mostra del cinema di Venezia.

### Attività di "lettrice classica"
Sukowa ha successivamente sviluppato un'ulteriore carriera come narratrice, lettrice e cantante per musica classica e opere letterarie trasposte in musica. In questo senso ha interpretato il ruolo di speaker nell'opera di Arnold Schönberg Pierrot Lunaire, con lo Schoenberg Ensemble diretto da Reinbert de Leeuw.
Altre performance hanno riguardato poi altri ensemble di Parigi e Londra, Berlino, San Pietroburgo, Madrid, Roma, Tokyo, Salisburgo, Los Angeles e New York.
Ugualmente, ha interpretato il ruolo dello speaker in un altro lavoro di Schönberg, Gurrelieder, con i Berliner Philharmoniker di Claudio Abbado, con il quale ha registrato la medesima opera con i Vienna Philharmonic. Ha poi narrato la storia di Prokofiev Pierino e il lupo, sia in concerto che in disco. Di Mendelssohn ha interpretato invece Sogno di una notte di mezza estate, tratto dal brano di Shakespeare.
Fra gli altri suoi lavori per il teatro, come speaker, figurano anche di Arthur Honegger Jeanne d'Arc au bûcher, di Kurt Weill L'opera da tre soldi e di Michael Jarrell Cassandre (presentata nel marzo 2006 a New York City con la Saint Louis Symphony Orchestra.

## Filmografia

### Cinema
- Lola, regia di Rainer Werner Fassbinder (1981)
- Anni di piombo (Die bleierne Zeit), regia di Margarethe von Trotta (1981)
- Die Jäger, regia di Károly Makk (1982)
- Una domenica da poliziotto (Un dimanche de flic), regia di Michel Vianey (1983)
- Equator - L'amante sconosciuta (Équateur), regia di Serge Gainsbourg (1983)
- Rosa L. (Die Geduld der Rosa Luxemburg), regia di Margarethe von Trotta (1986)
- Die Verliebten, regia di Jeanine Meerapfel (1987)
- Il siciliano (The Sicilian), regia di Michael Cimino (1987)
- L'africana (Die Rückkehr), regia di Margarethe von Trotta (1990)
- Passioni violente (Homo Faber), regia di Volker Schlöndorff (1991)
- Europa, regia di Lars von Trier (1991)
- M. Butterfly, regia di David Cronenberg (1993)
- Johnny Mnemonic, regia di Robert Longo (1995)
- Office Killer - L'impiegata modello (Office Killer), regia di Cindy Sherman (1997)
- Im Namen der Unschuld, regia di Andreas Kleinert (1997)
- Il prezzo della libertà (Cradle Will Rock), regia di Tim Robbins (1999)
- Il terzo miracolo (The Third Miracle), regia di Agnieszka Holland (1999)
- Star! Star!, regia di Jette Müller e Andy Schimmelbusch (1999)
- Urbania, regia di Jon Matthews (2000)
- Tredici variazioni sul tema (Thirteen Conversations About One Thing), regia di Jill Sprecher (2001)
- Hierankl, regia di Hans Steinbichler (2003)
- Romance & Cigarettes, regia di John Turturro (2005)
- Die Entdeckung der Currywurst, regia di Ulla Wagner (2008)
- Veronika Decides to Die, regia di Emily Young (2009)
- Vision - Aus dem Leben der Hildegard von Bingen, regia di Margarethe von Trotta (2009)
- Hannah Arendt, regia di Margarethe von Trotta (2012)
- El cielo es azul, regia di Andrew Fierberg (2013)
- Die abhandene Welt, regia di Margarethe von Trotta (2015)
- Stefan Zweig: Farewell to Europe, regia di Maria Schrader (2016)
- My Art, regia di Laurie Simmons (2016)
- Atomica bionda (Atomic Blonde), regia di David Leitch (2017)
- Gloria Bell, regia di Sebastián Lelio (2018)
- Native Son, regia di Rashid Johnson (2019)
- Rocca cambia il mondo (Rocca verändert die Welt), regia di Katja Benrath (2019)
- Due (Deux), regia di Filippo Meneghetti (2019)
- Enkel für Anfänger, regia di Wolfgang Groos (2020)
- Rumore bianco (White Noise), regia di Noah Baumbach (2022)
- Dalíland, regia di Mary Harron (2022)
- Air - La storia del grande salto (Air), regia di Ben Affleck (2023)
- Enkel für Fortgeschrittene, regia di Wolfgang Groos (2023)

### Televisione
- Hauptsache, die Kohlen stimmen – serie TV (1974)
- Unter Ausschluß der Öffentlichkeit – serie TV, episodio 1x02 (1974)
- Schule mit Clowns, regia di Hermann Treusch – film TV (1974)
- Donne a New York (Frauen in New York), regia di Rainer Werner Fassbinder – film TV (1977)
- Heinrich Heine, regia di Klaus Emmerich – miniserie TV (1978)
- Tatort – serie TV, episodio 1x109 (1980)
- St. Pauli-Landungsbrücken – serie TV, episodio 1x21 (1980)
- Berlin Alexanderplatz, regia di Rainer Werner Fassbinder – miniserie TV, 7 episodi (1980)
- Baumeister Solness, regia di Peter Zadek – film TV (1984)
- Space – miniserie TV, 5 episodi (1985)
- Colpo di coda, regia di José María Sánchez – film TV (1993)
- Giuste sentenze (The Wright Verdicts) – serie TV, episodio 1x05 (1995)
- Heinrich Heine: A Birthday Video, regia di Robert Longo – film TV (1997)
- New York Undercover – serie TV, episodio 4x03 (1998)
- Quella casa sulla collina (Nightworld: Lost Souls), regia di Jeff Woolnough – film TV (1998)
- The Lady in Question, regia di Joyce Chopra – film TV (1999)
- Liebe, Lügen, Leidenschaften – serie TV, 5 episodi (2002-2003)
- Die andere Frau, regia di Margarethe von Trotta – film TV (2004)
- Nacht ohne Morgen, regia di Andreas Kleinert – film TV (2011)
- L'esercito delle 12 scimmie (12 Monkeys) – serie TV (2015-2018)
- Hunters – serie TV, episodio 1x05 (2020)
- Servant – serie TV, 3 episodi (2021-2022)
- The Swarm - Il quinto giorno (The Swarm) – serie TV (2023)
- Constellation – miniserie TV (2024)

## Doppiatrici italiane
Nelle versioni in italiano delle opere in cui ha recitato, Barbara Sukowa è stata doppiata da:
- Rossella Izzo in Berlin Alexanderplatz, Il siciliano, M. Butterfly, L'esercito delle 12 scimmie
- Angiola Baggi in Romance & Cigarettes
- Vittoria Febbi in Johnny Mnemonic
- Marit Nissen in Atomica bionda
- Isabella Pasanisi in Hannah Arendt
- Marina Tagliaferri in Gloria Bell
- Cinzia De Carolis in Dalíland
- Alessandra Grado in Rumore bianco
- Valeria Perilli in Due, The Swarm - Il quinto giorno
- Roberta Pellini in Hunters
- Graziella Polesinanti in Constellation
- Fabrizia Castagnoli in The Night Agent

## Riconoscimenti
- Actress of the Year – 1983 per la rivista Theater heute
- Prix d'intérpretation féminine al Festival di Cannes del 1986 per Rosa L.
- European Film Awards 1991 (nomination come migliore attrice, per Passioni violente)
- European Film Awards 1992 (nomination come migliore attrice, per Europa)
- Prix d'interprétation féminine (Montreal World Film Festival) (2008, per Die Entdeckung der Currywurst)
- Bavarian Film Awards (Bayerischer Filmpreis, 2008[11])
- European Film Awards 2013 (nomination come migliore attrice, per Hannah Arendt)
- Premi Lumière 2021 – Migliore attrice – Due (Deux)